# She's Got That Vibe
Singles de R. Kelly
Honey Love
(mai 1992)
She's Got That Vibe est le 1er titre extrait de l'album Born into the 90's de R. Kelly, qui l'a écrit en compagnie de Barry Hankerson.
Il est sorti en mars 1992.

## Charts
Aux États-Unis, She's Got That Vibe est resté classé durant 12 semaines au Billboard Hot 100.
Au Royaume-Uni, ce titre est resté 5 semaines dans le Top 10 UK. Il s'agit là du 1er Top 10 de R. Kelly dans ce classement.

## Classements hebdomadaires
| Classement (1992-1994)                 | Meilleure place |
| -------------------------------------- | --------------- |
| Australie (ARIA)                       | 28              |
| Belgique (Flandre Ultratop 50 Singles) | 50              |
| États-Unis (Billboard Hot 100)         | 59              |
| Irlande (IRMA)                         | 25              |
| Nouvelle-Zélande (RMNZ)                | 19              |
| Pays-Bas (Single Top 100)              | 15              |
| Royaume-Uni (UK Singles Chart)         | 3               |
| Royaume-Uni (UK R&B Chart)             | 1               |

## Certifications
| Pays              | Certification |
| ----------------- | ------------- |
| Royaume-Uni (BPI) | Argent        |